# Johnny Isakson
John Hardy Isakson, detto Johnny (Atlanta, 28 dicembre 1944 – Atlanta, 19 dicembre 2021), è stato un politico statunitense, senatore per lo stato della Georgia dal 2005 al 2019 ed in precedenza membro della Camera dei Rappresentanti per lo stesso stato dal 1999 al 2005. Isakson è stato membro del Partito Repubblicano e ha servito per due mandati al Senato, dimettendosi in anticipo rispetto alla fine del terzo mandato per ritirarsi dalla vita politica. È stato succeduto da Kelly Loeffler.

## Biografia
Appartenente al Partito Repubblicano, fu senatore della Georgia dal 2005 al 2019 e presidente della Commissione sugli Affari dei Veterani del Senato degli Stati Uniti dal 2015 fino alle sue dimissioni dal Senato avvenute il 31 dicembre 2019 per motivi di salute, dopo essere stato membro della Camera dei Rappresentanti dal 1999 al 2005.
Isakson è morto il 19 dicembre 2021, reso invalido dalla malattia di Parkinson, diagnosticatagli nel 2015. Aveva tre figli.